# Hadjera Zerga
Hadjera Zerga (în arabă الحجرة الزرقاء) este o comună din provincia Bouira, Algeria.
Populația comunei este de 3.672 de locuitori (2008).